# Ermin Zec
Ermin Zec (Bugojno, 18 febbraio 1988) è un ex calciatore bosniaco, di ruolo attaccante.

## Caratteristiche tecniche
È un attaccante rapido e veloce, dotato di buona tecnica.

## Carriera

### Club
Dal 2007 al 2010 ha militato per i croati del Šibenik.
Nell'estate 2010 si trasferisce ai turchi del Gençlerbirliği dove ci rimane per quattro anni, collezionando globalmente 118 partite e 23 reti.
Nel settembre 2014 passa al Rijeka dove rimane solamente per 4 mesi, disputando qualche partita.
Nel gennaio 2015 torna in Turchia dove conclude la stagione al Balikesirspor, collezionando 16 partite e realizzando 7 reti.
Il 27 luglio 2015 passa agli azeri del Qəbələ, dove firma un contratto triennale.

#### Nazionale
Debutta ufficialmente con la Nazionale bosniaca.
il 19 novembre 2008.
Il 29 maggio 2010, segna il primo gol in nazionale in amichevole contro la Svezia.
Il 6 settembre 2015 torna a giocare in nazionale a distanza di 4 anni dall'ultima partita, giocando da titolare nella sfida contro Andorra.

## Statistiche

### Presenze e reti nei club
Statistiche aggiornate al 28 ottobre 2015.
| Stagione              | Squadra               | Campionato            | Campionato | Campionato | Coppe nazionali | Coppe nazionali | Coppe nazionali | Coppe continentali | Coppe continentali | Coppe continentali | Altre coppe | Altre coppe | Altre coppe | Totale | Totale |
| Stagione              | Squadra               | Comp.                 | Pres.      | Reti       | Comp.           | Pres.           | Reti            | Comp.              | Pres.              | Reti               | Comp.       | Pres.       | Reti        | Pres   | Reti   |
| --------------------- | --------------------- | --------------------- | ---------- | ---------- | --------------- | --------------- | --------------- | ------------------ | ------------------ | ------------------ | ----------- | ----------- | ----------- | ------ | ------ |
| 2007-2008             | Šibenik               | 1. HNL                | 30         | 7          | CC              | 0               | 0               | -                  | -                  | -                  | -           | -           | -           | 30     | 7      |
| 2008-2009             | Šibenik               | 1. HNL                | 27         | 14         | CC              | 0               | 0               | -                  | -                  | -                  | -           | -           | -           | 27     | 14     |
| 2009-2010             | Šibenik               | 1. HNL                | 22         | 11         | CC              | 6               | 4               | -                  | -                  | -                  | -           | -           | -           | 28     | 15     |
| Totale Šibenik        | Totale Šibenik        | Totale Šibenik        | 79         | 32         |                 | 6               | 4               |                    |                    |                    |             |             |             | 85     | 36     |
| 2010-2011             | Gençlerbirliği        | SL                    | 24         | 4          | TK              | 8               | 4               | -                  | -                  | -                  | -           | -           | -           | 32     | 8      |
| 2011-2012             | Gençlerbirliği        | SL                    | 27         | 3          | TK              | 1               | 0               | -                  | -                  | -                  | -           | -           | -           | 28     | 3      |
| 2012-2013             | Gençlerbirliği        | SL                    | 29         | 6          | TK              | 1               | 0               | -                  | -                  | -                  | -           | -           | -           | 30     | 6      |
| 2013-2014             | Gençlerbirliği        | SL                    | 27         | 6          | TK              | 1               | 0               | -                  | -                  | -                  | -           | -           | -           | 28     | 6      |
| Totale Gençlerbirliği | Totale Gençlerbirliği | Totale Gençlerbirliği | 107        | 19         |                 | 11              | 4               |                    |                    |                    |             |             |             | 118    | 23     |
| set.-dic. 2014        | Rijeka                | 1. HNL                | 3          | 1          | CC              | 2               | 2               | UEL                | -                  | -                  | -           | -           | -           | 5      | 3      |
| gen.-giu. 2015        | Balıkesirspor         | SL                    | 16         | 7          | TK              | 0               | 0               | -                  | -                  | -                  | -           | -           | -           | 16     | 7      |
| 2015-2016             | Qarabağ               | PL                    | 7          | 2          | CA              | 0               | 0               | UEL                | 4+3                | 0                  | -           | -           | -           | 14     | 2      |
| Totale carriera       | Totale carriera       | Totale carriera       | 212        | 61         |                 | 19              | 10              |                    | 7                  | 0                  |             |             |             | 238    | 71     |

### Cronologia presenze e reti in Nazionale
| Cronologia completa delle presenze e delle reti in nazionale ― Bosnia ed Erzegovina | Cronologia completa delle presenze e delle reti in nazionale ― Bosnia ed Erzegovina | Cronologia completa delle presenze e delle reti in nazionale ― Bosnia ed Erzegovina | Cronologia completa delle presenze e delle reti in nazionale ― Bosnia ed Erzegovina | Cronologia completa delle presenze e delle reti in nazionale ― Bosnia ed Erzegovina | Cronologia completa delle presenze e delle reti in nazionale ― Bosnia ed Erzegovina | Cronologia completa delle presenze e delle reti in nazionale ― Bosnia ed Erzegovina | Cronologia completa delle presenze e delle reti in nazionale ― Bosnia ed Erzegovina |
| Data                                                                                | Città                                                                               | In casa                                                                             | Risultato                                                                           | Ospiti                                                                              | Competizione                                                                        | Reti                                                                                | Note                                                                                |
| ----------------------------------------------------------------------------------- | ----------------------------------------------------------------------------------- | ----------------------------------------------------------------------------------- | ----------------------------------------------------------------------------------- | ----------------------------------------------------------------------------------- | ----------------------------------------------------------------------------------- | ----------------------------------------------------------------------------------- | ----------------------------------------------------------------------------------- |
| 19-11-2008                                                                          | Maribor                                                                             | Slovenia                                                                            | 3 – 4                                                                               | Bosnia ed Erzegovina                                                                | Amichevole                                                                          | -                                                                                   | 77’                                                                                 |
| 3-3-2010                                                                            | Sarajevo                                                                            | Bosnia ed Erzegovina                                                                | 2 – 1                                                                               | Ghana                                                                               | Amichevole                                                                          | -                                                                                   | 79’                                                                                 |
| 29-5-2010                                                                           | Solna                                                                               | Svezia                                                                              | 4 – 2                                                                               | Bosnia ed Erzegovina                                                                | Amichevole                                                                          | 1                                                                                   | 81’                                                                                 |
| 3-6-2010                                                                            | Francoforte                                                                         | Germania                                                                            | 3 – 1                                                                               | Bosnia ed Erzegovina                                                                | Amichevole                                                                          | -                                                                                   | 75’                                                                                 |
| 10-8-2010                                                                           | Sarajevo                                                                            | Bosnia ed Erzegovina                                                                | 1 – 1                                                                               | Qatar                                                                               | Amichevole                                                                          | -                                                                                   | 71’                                                                                 |
| 3-9-2010                                                                            | Lussemburgo                                                                         | Lussemburgo                                                                         | 0 – 3                                                                               | Bosnia ed Erzegovina                                                                | Qual. Euro 2012                                                                     | -                                                                                   | 78’                                                                                 |
| 7-9-2010                                                                            | Sarajevo                                                                            | Bosnia ed Erzegovina                                                                | 0 – 2                                                                               | Francia                                                                             | Qual. Euro 2012                                                                     | -                                                                                   | 74’                                                                                 |
| 10-8-2011                                                                           | Sarajevo                                                                            | Bosnia ed Erzegovina                                                                | 0 – 0                                                                               | Grecia                                                                              | Amichevole                                                                          | -                                                                                   |                                                                                     |
| 6-9-2011                                                                            | Zenica                                                                              | Bosnia ed Erzegovina                                                                | 1 – 0                                                                               | Bielorussia                                                                         | Qual. Euro 2012                                                                     | -                                                                                   | 64’                                                                                 |
| 6-9-2015                                                                            | Zenica                                                                              | Bosnia ed Erzegovina                                                                | 3 – 0                                                                               | Andorra                                                                             | Qual. Euro 2016                                                                     | -                                                                                   |                                                                                     |
| Totale                                                                              |                                                                                     | Presenze                                                                            | 10                                                                                  |                                                                                     | Reti                                                                                | 1                                                                                   |                                                                                     |